# Barbodes sellifer
Barbodes sellifer — вид риб родини коропових (Cyprinidae). Описаний у 2021 році.

## Поширення
Вид поширений на півдні Малайського півострова, у Сінгапурі та на півночі Суматри (провінція Ріау).

## Опис
Відрізняється від подібних видів великою трикутною або прямокутною плямою між спинним плавцем і середнім рядком луски.